# گزدان (جاسک)
گزدان، روستایی در دهستان جاسک بخش مرکزی شهرستان جاسک در استان هرمزگان ایران است.

## جمعیت
بر پایه سرشماری عمومی نفوس و مسکن در سال ۱۳۹۵، جمعیت این روستا برابر با ۱٬۲۵۸ نفر (۳۱۷ خانوار) بوده‌است.